# Сім Колодязів
Сім Коло́дязів (крим. Yedi Quyu) — проміжна залізнична станція Кримської дирекції Придніпровської залізниці (Україна) на неелектрифікованій лінії Владиславівка — Крим між станціями Петрове (21 км) та Останіне (11 км). Розташована в селищі Єди-Кую Керченського району Автономної Республіки Крим.

## Історія
11 (23) вересня 1899 року була відкрита Керченська лінія Курсько-Харківсько-Севастопольської залізниці. У 1900 році саме на вже діючій Керченській лінії і відкрита станція.
У 1942 році, під час бойових дій на Кримському фронті, на станції Сім Колодязів було розташовано 6 військово-польових шпиталів. У цей період тут виникло декілька масових поховань. Як нагадування про дислокацію одного зі шпиталів на будівлі школи селища встановлена меморіальна дошка.
23 вересня 1999 року на будівлі вокзалу встановлена меморіальна дошка на честь 100-річчя заснування селища.

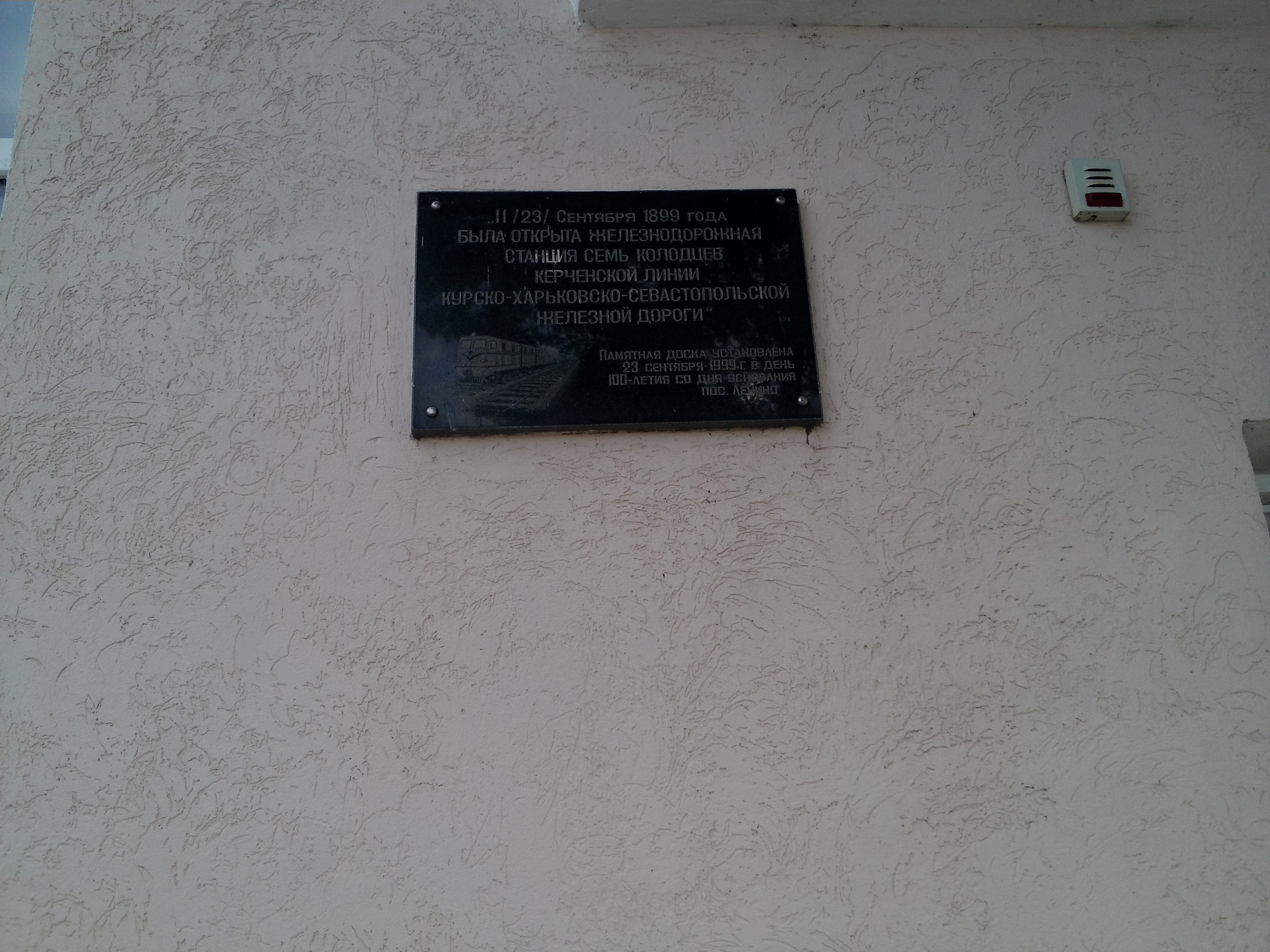
Меморіальна дошка на честь 100-річчя заснування селища
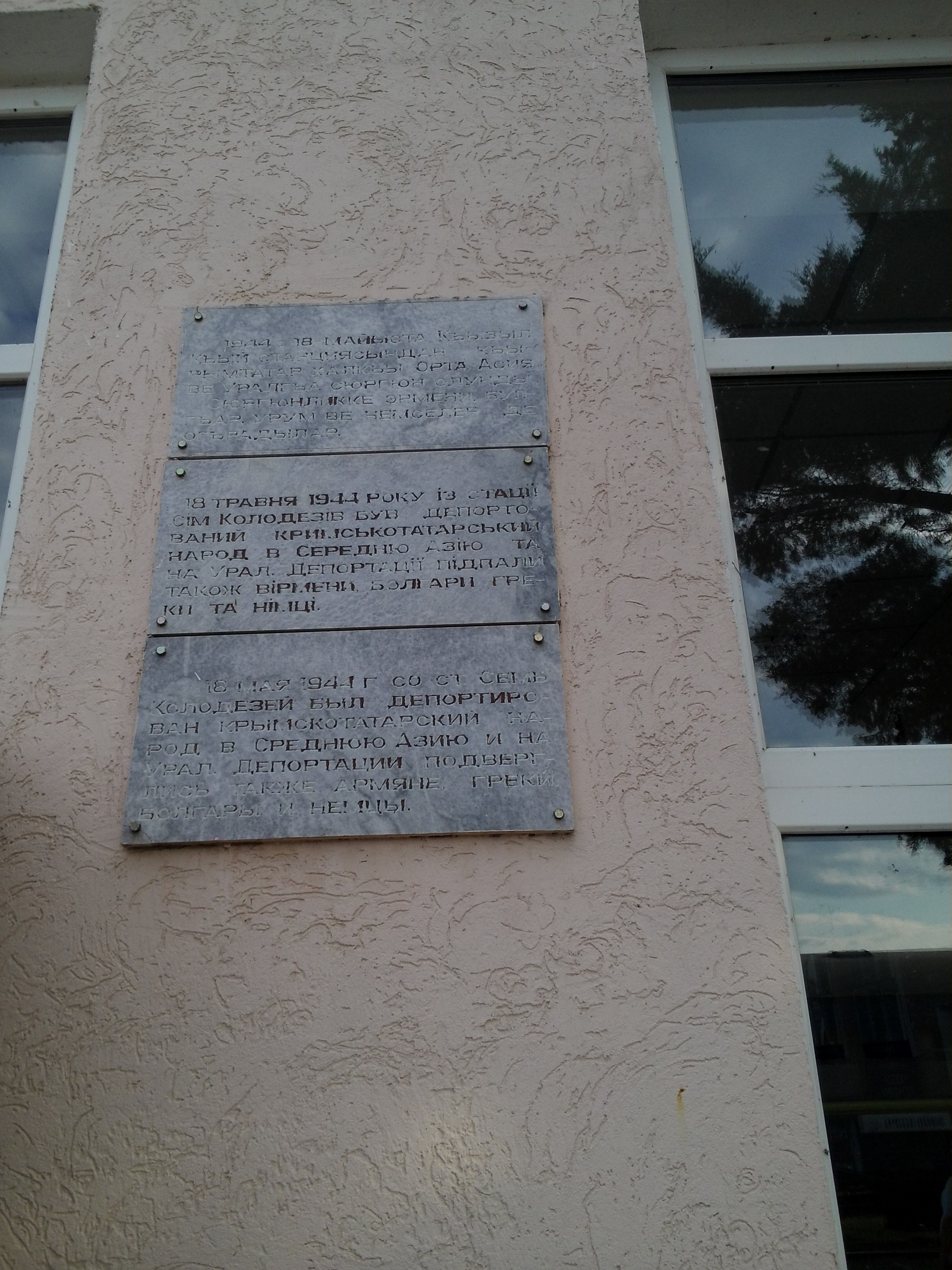
Меморіальні дошки в пам'ять про депортацію місцевого населення 18 травня 1944 року

З 26 березня 2014 року, внаслідок тимчасової окупації Криму Росією, станція обслуговується невизнаним російським підприємством на території українського Криму, на базі Кримської дирекції Придніпровської залізниці.

## Пасажирське сполучення
На станції зупиняються поїзди приміського та далекого сполучення.

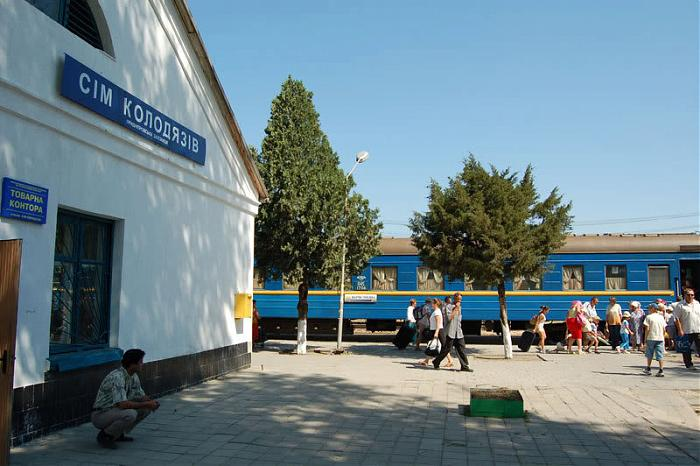
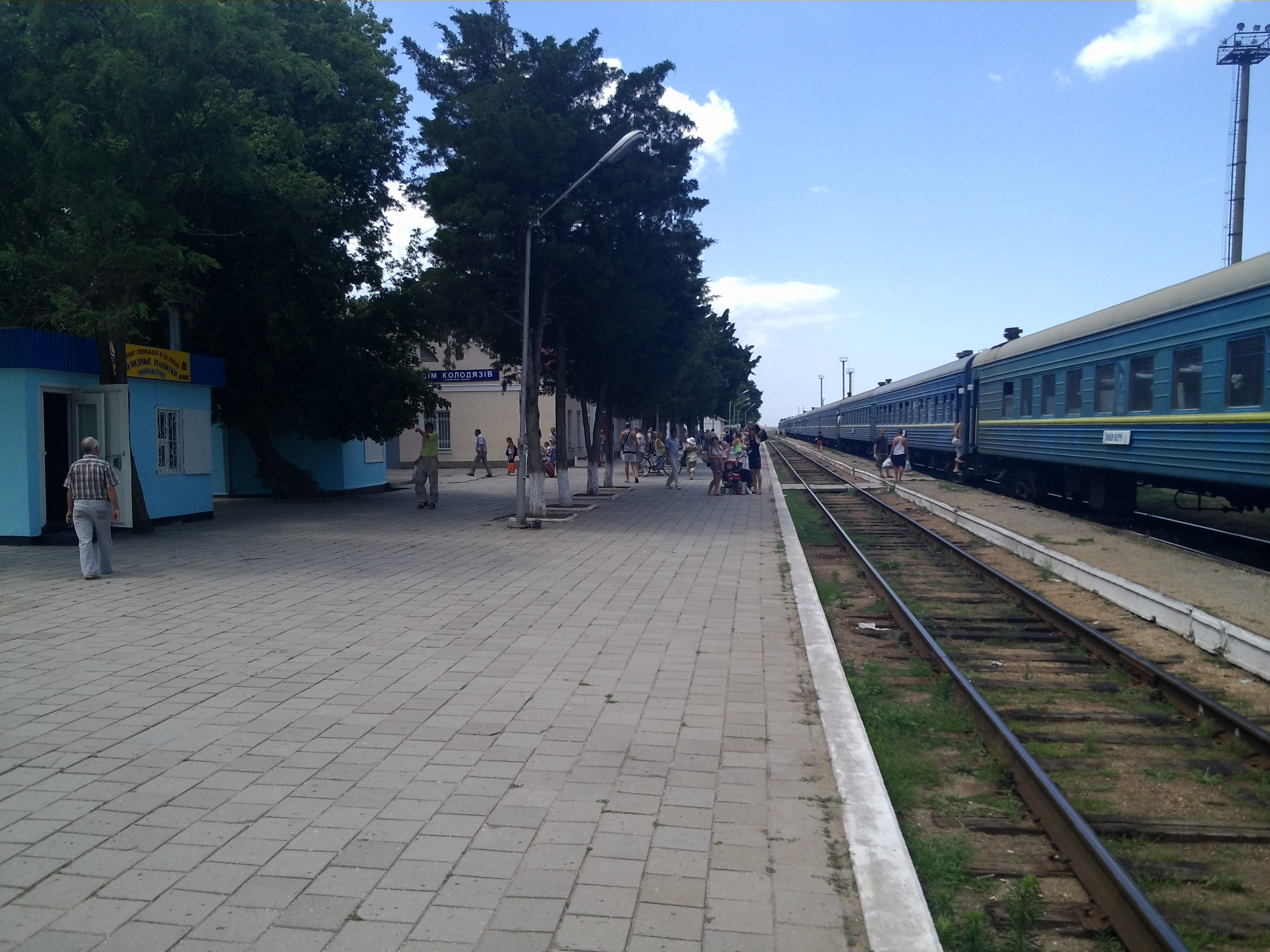

## Галерея

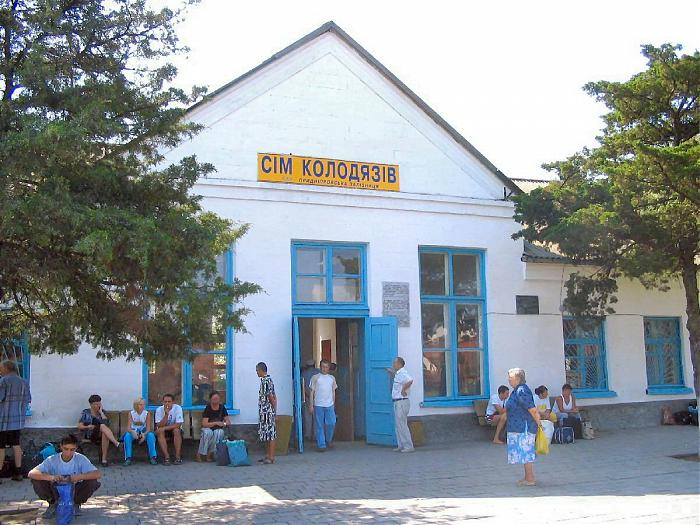
Вокзал
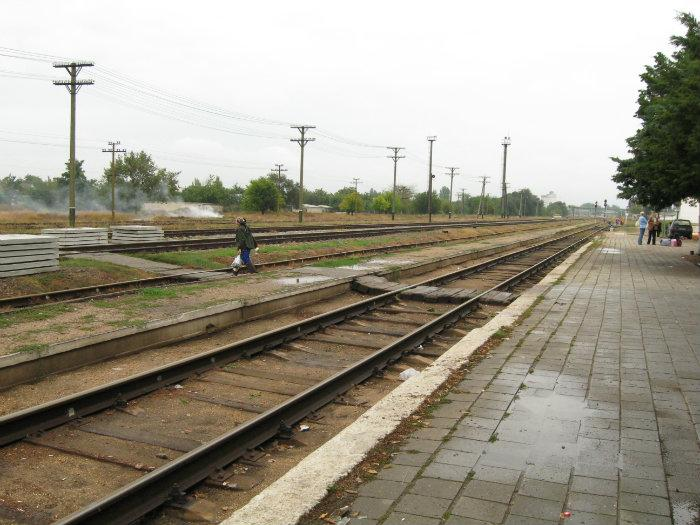
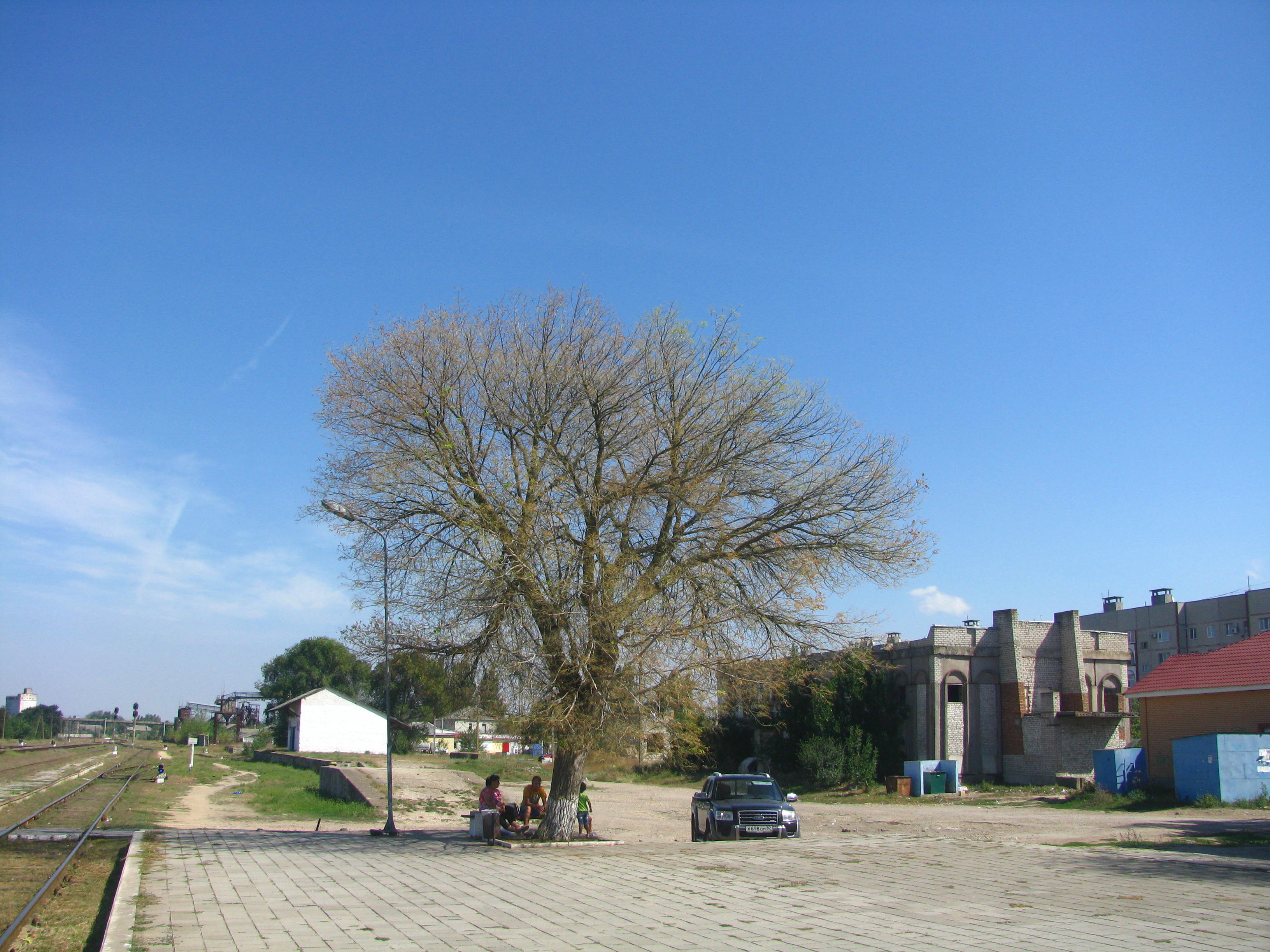
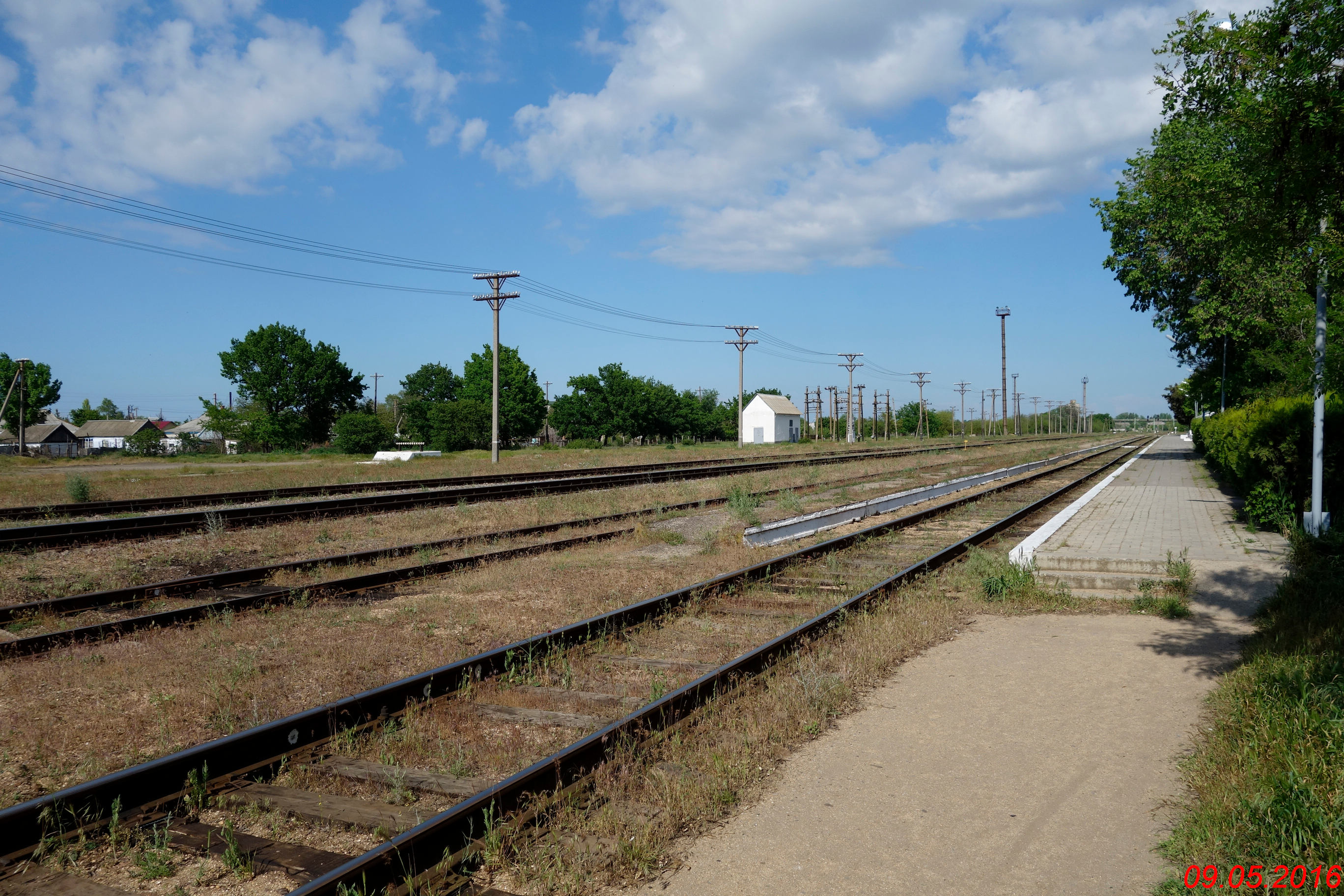
Панорама станції